# Leslie Smith (Skirennläuferin)
Leslie Lelete Smith (* 16. September 1958 in Rutland, Vermont) ist eine ehemalige US-amerikanische alpine Skirennläuferin.
Smith war in der Saison 1974/75 im alpinen Skiweltcup aktiv. Sie gewann 1975 die Can-Am Trophy und wurde nationale Juniorenmeisterin im Riesenslalom. 1976 startete sie für das B-Team der US-amerikanischen Nationalmannschaft. Trotzdem qualifizierte sie sich für die olympischen Winterspiele 1976 in Innsbruck. Im Abfahrtslauf erreichte sie den 26. Platz, im Riesenslalom wurde sie 28.
Smith trat für das Middlebury College an.